# Snovač kaferský
Snovač kaferský (Euplectes orix) je malý druh pěvce z čeledi snovačovitých (Ploceidae).

## Popis
Snovač kaferský je 10–11 centimetrů velký. Má tlustý kuželovitý zobák. Šat samce je kontrastní, černá tvář přechází ve výrazné oranžovočervené temeno (někdy rozhraní posunuto více k temenu), šíji a obojek, který odděluje černou bradu (někdy chybí) od černé hrudi. Pláštík je oranžovohnědavý a pozvolna přechází k oranžovočervené kostrči. Peří křídel a ocasu je svrchu hnědé se světlým lemem.

## Rozšíření a výskyt
Je rozšířen od jižní Afriky na sever Angoly. Vyskytuje se také v části Demokratické republiky Kongo, severní Zambii, jižní Ugandě, severovýchodní Nigérii a jihovýchodní Keni. Chybí ve velké části pouští Namib a Kalahari.
V období rozmnožování jej lze vidět mezi vegetací v trávě, rákosí, ostřici, nebo plodinách jako je cukrová třtina. Mimo období rozmnožování se vyskytuje v sušších porostech trav v oblastech savan.